# TW Steel

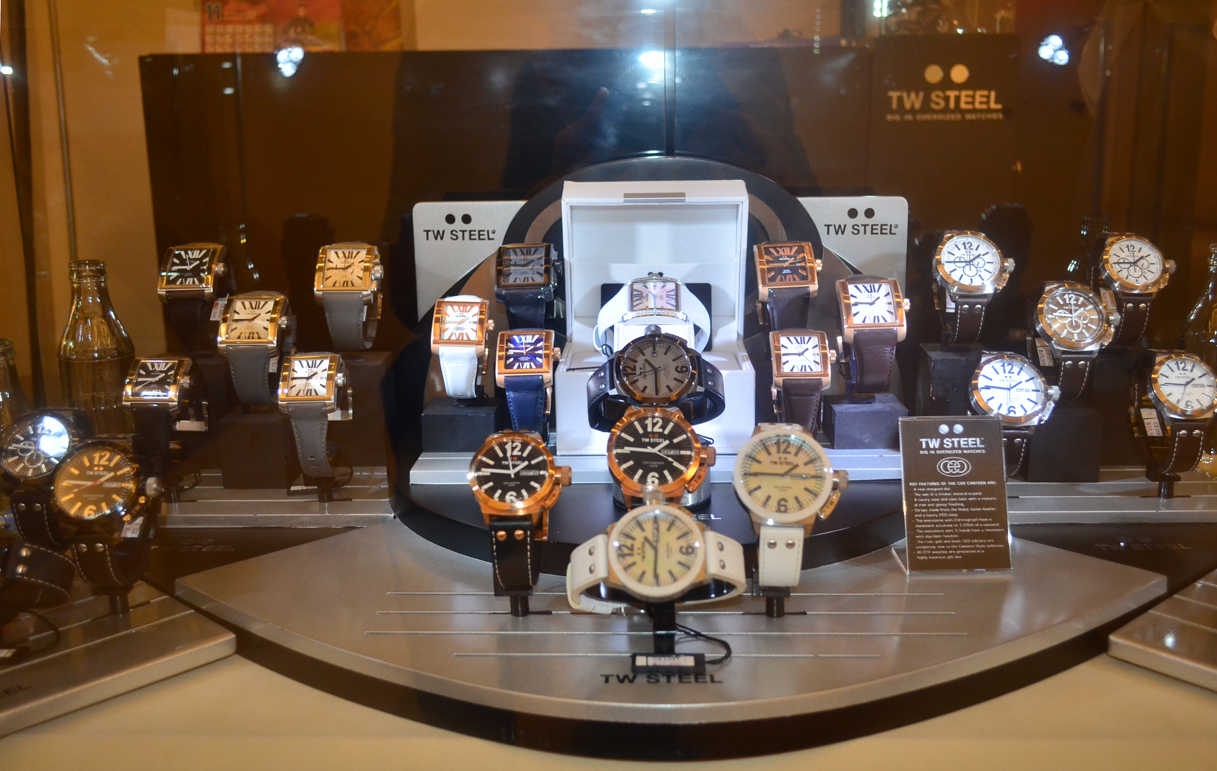
TW Steel

TW Steel est une entreprise horlogère hollandaise créée en 2005. En 2009, elle devient parrain officiel du constructeur automobile Renault en Formule 1.
Au début de la saison 2013, elle a décidé de quitter Lotus pour nouer un nouveau partenariat avec Sahara Force India.